# Nick de Jong (voetballer)
Nick de Jong (Hoofddorp, 26 september 1989) is een Nederlands profvoetballer die uitkomt voor HSV Hoek.

## Carrière
Vanaf 1995 speelde De Jong bij amateurclub SV Hoofddorp uit zijn gelijknamige geboorteplaats, waar hij in 2006 werd opgemerkt door eredivisionist AZ en naar diens jeugdopleiding werd overgeheveld. Na twee seizoenen werd hij echter niet goed genoeg bevonden, en hij stapte over naar de opleiding van FC Utrecht. Op 5 oktober 2008, nog geen twee maanden na zijn overstap, maakte De Jong zijn debuut in de hoofdmacht van de club uit de Domstad: in de thuiswedstrijd tegen FC Twente viel hij na 52 minuten in voor Leroy George. In de negentigste minuut scoorde hij de 3-0 en bepaalde daarmee de eindstand.
Zijn aflopende contract werd in de zomer van 2010 niet verlengd, waarna De Jong koos voor een verhuizing naar Zeeland. Daarnaast gaat hij voetballen in de Topklasse met Hoek.
Na Randy Wolters en Rafael Uiterloo was hij de derde speler binnen een half jaar die scoorde bij zijn debuut in het eerste elftal.